# Pont

Mapa Pontu

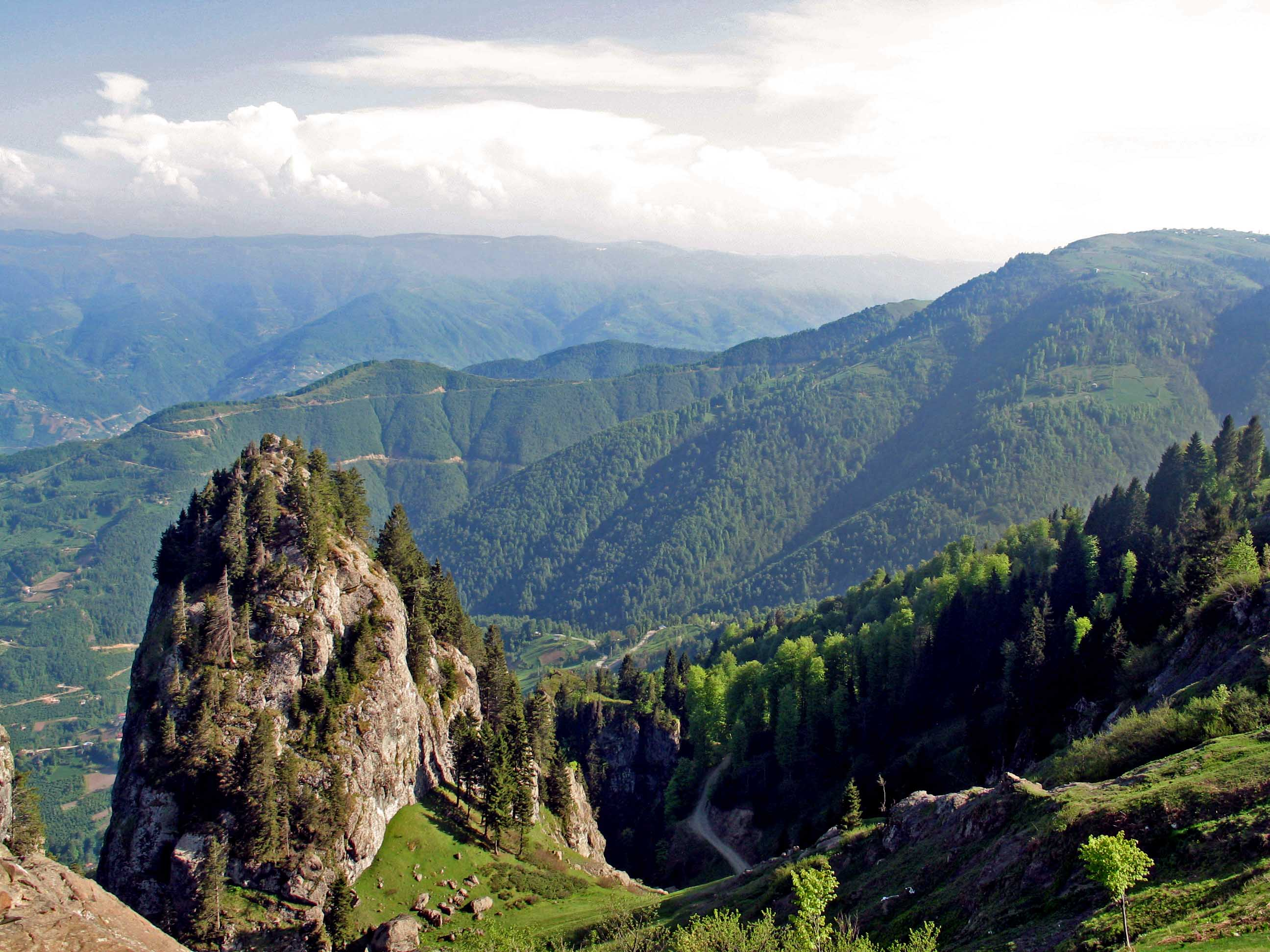
Krajobraz Gór Pontyjskich

Pont – kraina historyczna w północno-wschodniej Azji Mniejszej, nadmorska część Kapadocji, w starożytności niezależne królestwo, a następnie prowincja rzymska.

## Pont starożytny
Główne miasta Pontu zostały założone lub zasiedlone przez helleńskich kolonistów w VIII w. p.n.e.
     na początku jego panowania
     przed I wojną z Rzymem
     w czasie I wojny z Rzymem

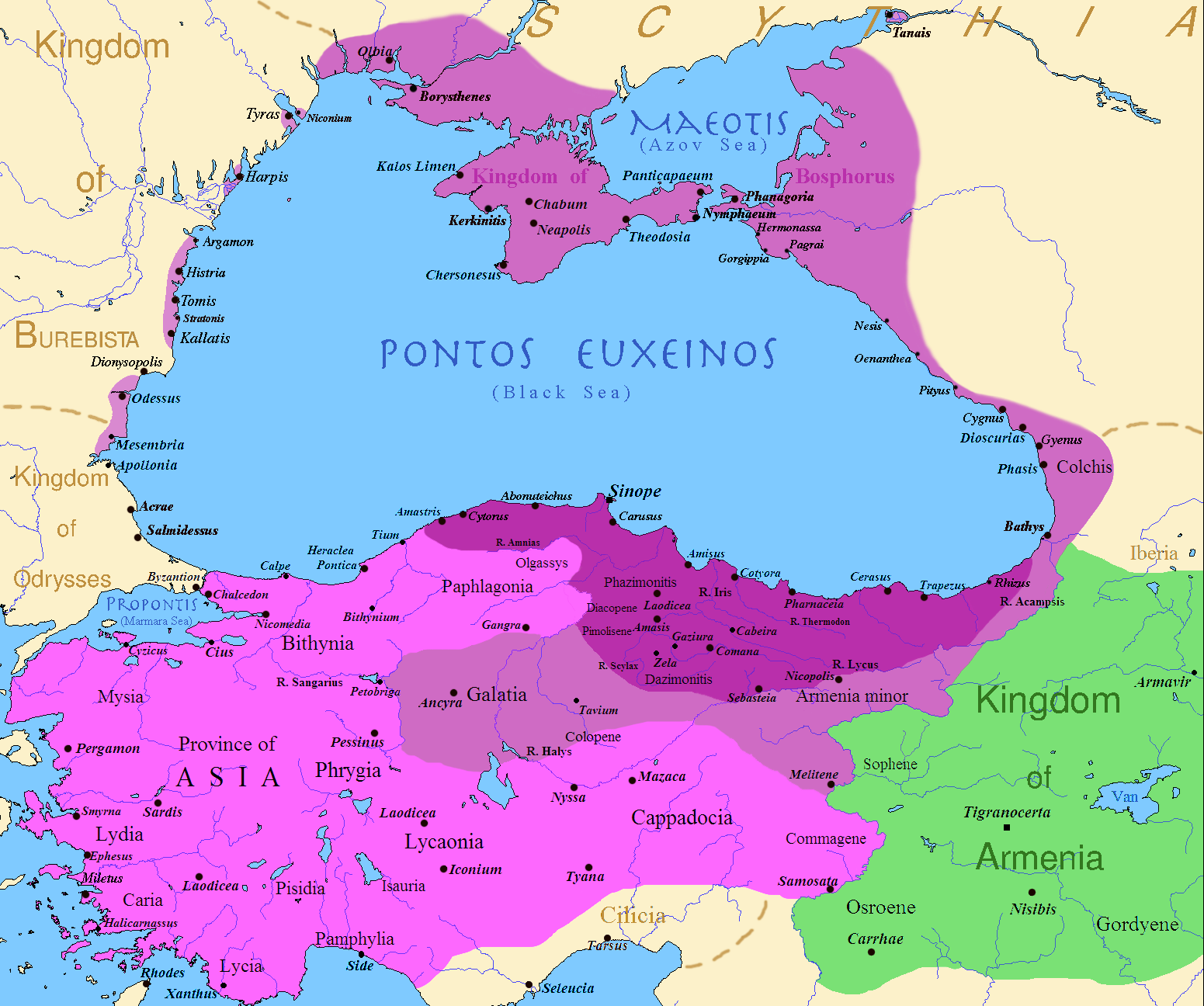
Królestwo Pontu za Mitrydatesa VI Eupatora
na początku jego panowania
przed I wojną z Rzymem
w czasie I wojny z Rzymem

W czasie wojen diadochów Mitrydates I Ktistes, syn tyrana Chersonezu Mitrydatesa, założył tam niezależne królestwo. Władcy Pontu prowadzili wojny z koloniami greckimi, m.in. Synopą, Trapezuntem, Amisos. Okres świetności Pontu zapoczątkował Farnakes I, który zdobył Synopę i ogłosił ją stolicą państwa. Za Mitrydatesa V Euergetesa i Mitrydatesa VI Eupatora Pont był najsilniejszym państwem w Azji Mniejszej. Mitrydates VI opanował całą Anatolię, Królestwo Bosporańskie na Krymie, Małą Armenię, Kolchidę i wybrzeża Morza Czarnego.
Rywalizacja o władzę na obszarze Azji Mniejszej wywołała wojny z Rzymem, trwające 88–63 p.n.e. W trakcie wojny domowej w Rzymie, w latach 49 – 45 p.n.e., królestwo Pontu było sojusznikiem Pompejusza. W roku 47 p.n.e. Juliusz Cezar pokonał króla Pontu Farnakesa II pod Zelą, o czym zawiadomił rzymski Senat słowami „Veni, vidi, vici” – „Przybyłem, zobaczyłem, zwyciężyłem”.
Pont pozostał królestwem klienckim Rzymu do 33 r., kiedy to cesarz Tyberiusz po śmierci królowej Pythodoris ustanowił w nim namiestnika w randze prokuratora. Kaligula przywrócił królestwo Pontu, nadając je przyjacielowi z dzieciństwa Polemonowi II (synowi trackiego króla Kotysa VIII i Antonii Tryfajny). W 64 Neron ostatecznie zlikwidował królestwo, a Pont włączył do prowincji Galacja.
Z Pontu wywodzić się miał wymieniany w Ewangeliach prefekt Judei Poncjusz Piłat.

## Pont w średniowieczu

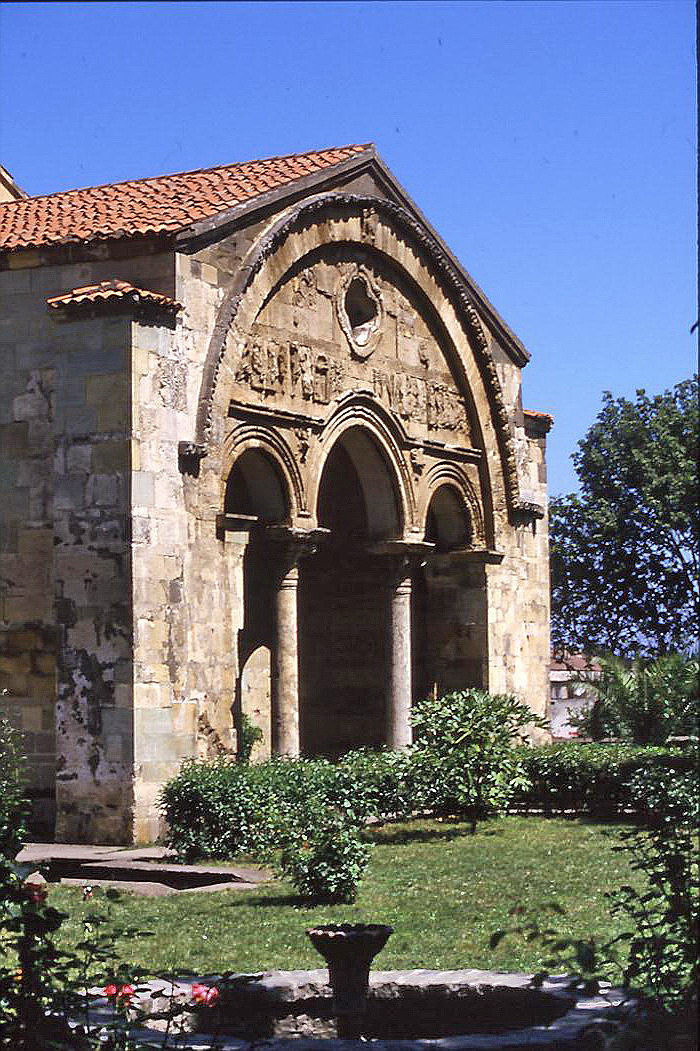
Portal kościoła Mądrości Bożej (Hagia Sofia) w Trapezuncie

W 1204 r. Pont, stanowiący wcześniej część Cesarstwa Bizantyńskiego, po zdobyciu Konstantynopola przez uczestników IV wyprawy krzyżowej stał się centrum Cesarstwa Trapezuntu rządzonego przez władców z dynastii Komnenów. W 1461 r. Trapezunt został zdobyty przez Mehmeda II Zdobywcę i przyłączony do Imperium Osmańskiego.

## Grecy pontyjscy w XX w.

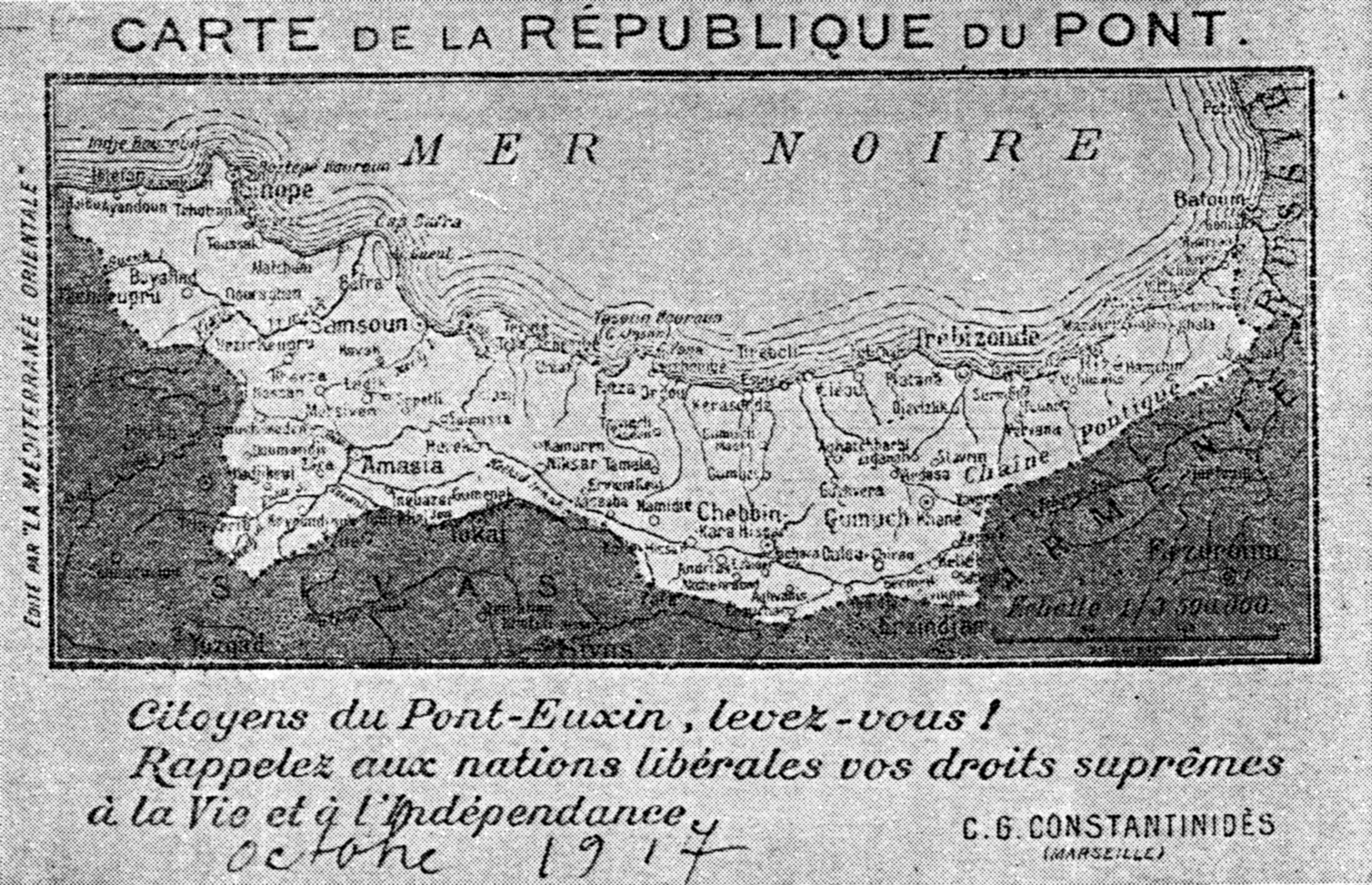
Mapa Republiki Pontyjskiej z 1917 r.

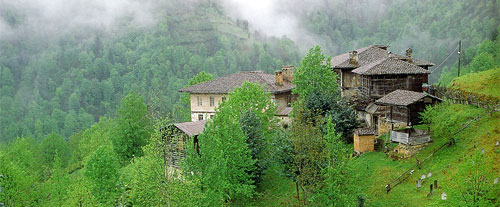
Tradycyjna architektura terenów podmiejskich Pontu

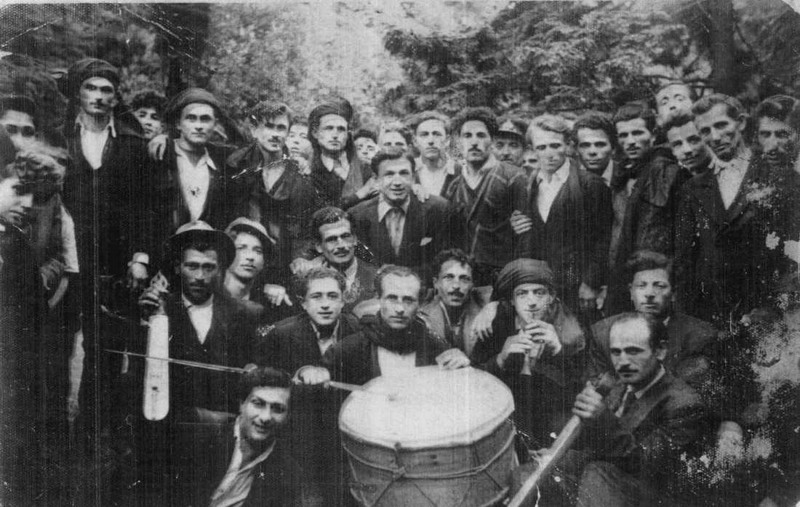
Autochtoniczni mieszkańcy Pontu (lata 50. XX w.)

Grecy pontyjscy, określający się jako Pontowie (Πόντιοι) zamieszkiwali tereny Pontu od czasów antycznych. Antyczne królestwo Pontu uznaje się za całkowicie zhellenizowane. Na relatywnie wysokim poziomie stało lokalne, greckojęzyczne szkolnictwo, w 1890 roku obejmowało ponad 500 szkół różnego szczebla, następnie było jeszcze rozwijane. Pod koniec I wojny światowej na tym terenie powstała grecka Republika Pontyjska. Rząd Eleftheriosa Wenizelosa, realizując politykę Wielkiej Idei dążył do przyłączenia jak największej części terenów zamieszkiwanych przez Greków od czasów starożytnych; idea ta nie mogła jednak dotyczyć Pontu, jako zbyt oddalonego od Grecji. Z tego powodu pojawiła się koncepcja federacji z sąsiednią Armenią (w traktacie z Sèvres ustalono, że rejon ten będzie częścią Armenii), która wywołała drastyczną reakcję turecką w formie najpierw deportacji i eksterminacji Ormian, a następnie Greków pontyjskich. Greccy badacze oceniają liczbę ofiar mordów z lat 1913–1923 na około 360 tysięcy mieszkańców Pontu, w tym większą część mężczyzn. Inne, nowsze opracowania, wskazują jednak, że wymordowanych zostało zapewne około 250 tysięcy osób, czyli około 50% populacji.
Zwycięstwo Kemala Atatürka nad armią grecką odniesione w roku 1922 spowodowało, że traktat w Lozannie potwierdził przynależność Pontu do Turcji oraz wymusiło wymianę ludności między Grecją a Turcją. W jej ramach wysiedlono z Pontu resztę chrześcijan. Do dziś zamieszkują ten teren zislamizowani potomkowie Greków, zachowujący jednak język i obyczaje greckie.
W Poncie znajdują się ważne miejsca kultu chrześcijańskiego (zazwyczaj obecnie o statusie muzealnym, a nie liturgicznym). Najbardziej znanym z nich jest dawny klasztor Panagia Soumela, w którym od IV w. do 1930 r. przechowywano i czczono uznawaną za cudowną ikonę Matki Bożej z Soumela, której autorem według tradycji był św. Łukasz. Potomkowie prawosławnych uchodźców z Pontu, często wciąż kultywujący tradycje kulturowe i językowe, zamieszkują dziś głównie Grecję (zwłaszcza prowincje Macedonia i Tracja Zachodnia), USA oraz wybrzeża Morza Czarnego na terenach dawnego ZSRR.
Obecnie, mimo zamieszkiwania w Poncie wyłącznie ludności muzułmańskiej i mimo urzędowej turcyzacji, o ile mężczyźni jednakowo łatwo posługują się językami pontyjskim i tureckim, część kobiet włada swobodnie jedynie pontyjskim.